# Mesospinidium
Mesospinidium é um género botânico pertencente à família das orquídeas (Orchidaceae).

## Espécies
1. Mesospinidium bowmanii  Rchb.f. (1869)
2. Mesospinidium ecuadorense  Garay (1973)
3. Mesospinidium horichii  I.Bock (1991)
4. Mesospinidium incantans  Rchb.f. (1880)
5. Mesospinidium lehmannii  Garay (1973)
6. Mesospinidium panamense  Garay (1973)
7. Mesospinidium peruvianum  Garay (1973)
8. Mesospinidium warscewiczii  Rchb.f. (1852) - espécie tipo -